# Ruthe
Ruthe ist ein Ortsteil der Stadt Sarstedt im Landkreis Hildesheim, Niedersachsen.

## Geografie
Der Ort liegt zwischen den Flüssen Leine und Innerste.
Der alte Ortskern liegt auf etwa 66 m NN. Die Siedlung Hopfenberg und die Anlagen auf dem Schäferberg liegen auf ca. 80 m NN.

## Geschichte
Erste urkundliche Erwähnung fand Ruthe um 990 bei Festlegung der Bistumsgrenzen des Bistums Hildesheim. In dieser Urkunde wird von einem Deddi aus Rothun berichtet. Um das Jahr 1000 n. Chr. erhielt Bischof Bernward von Hildesheim ca. 6 bis 7 Hufen Land um die Einmündestelle der Innerste in die Leine, von Kaiser Otto III. geschenkt.
Ab 1235 war Ruthe Teil des Fürstentum Hildesheim. Im Jahre 1277 erwarb das Hochstift Hildesheim die Fischereirechte in der Leine bei Ruthe. Im 13. Jahrhundert hatte es in Ruthe eine erste Burganlage in leichterer Bauweise gegeben, die im Jahre 1283 von Herzog Albrecht von Braunschweig-Lüneburg zerstört wurde.
Um 1290 wurde zur Sicherung der nordwestlichen Grenze des Bistums unter Bischof Siegfried II. eine neue Burg in Ruthe errichtet. Erstmals 1379 wurde Ruthe als Vogtei urkundlich erwähnt. Die Burg Ruthe war in der Folgezeit meist durchgehend an verschiedene Ritter verpfändet.
Am Ende der Hildesheimer Stiftsfehde im Jahre 1521 wurde die Ruther Burg von Erich von Calenberg zerstört. Danach gehörte Ruthe für etwa 120 Jahre zum Fürstentum Calenberg.
Da mit der Ruther Burg der Wirtschaftshof komplett zerstört wurde, wurde die Amtsverwaltung, wie auch die Bewirtschaftung des Landes von der Burg Koldingen aus wahrgenommen. Bis zur Mitte des 16. Jahrhunderts ist von den Gerichten Koldingen und Ruthe die Rede. Danach nur noch vom Amt Koldingen.
Ab dem Jahre 1643 gehörte Ruthe wieder zum Hochstift Hildesheim. Das alte Amt wurde wiederhergestellt und entsprechende Gebäude errichtet. 1664 hatte Ruthe 33 Einwohner. Zum Amt Ruthe zählten 14 Dörfer und die Stadt Sarstedt. Nach 1676 wurde das Brauhaus errichtet. Heutzutage ist dieses Gebäude der älteste Profanbau in der Stadt Sarstedt.
Im Jahr 1751 ließ der Hildesheimer Fürstbischof Clemens August (zugleich Fürstbischof von Köln) ein Schloss in Ruthe erbauen. Der Bau wurde 1755 vollendet. In ihm ist eine Schlosskirche von etwa 21 × 11 m Grundfläche integriert.

Leinebrücke

Die Fähre Ruthe verkehrte bis zum Bau der neuen Leinebrücke 1873.
Der Wirtschaftshof wurde, bedingt durch den Schlossbau, auf den Schäferberg verlegt, wo sich heute ein Lehr- und Forschungsgut der Stiftung Tierärztliche Hochschule Hannover befindet. Am 14. Mai 1891 zerstört ein Brand das Schloss. Es konnten jedoch viele bewegliche Kunstschätze gerettet werden. Auf den Grundmauern der alten Schlosskirche wurde ab 1896 eine neue Kirche errichtet.
Im Jahr 1965 begann die Erschließung der Siedlung Hopfenberg. Ruthe feierte 1988 sein 1000-jähriges Bestehen.
Ruthe wurde durch die Gebietsreform am 1. März 1974 zusammen mit Gödringen, Heisede, Hotteln, Giften und Schliekum in die Stadt Sarstedt eingemeindet.
Im Jahr 1990 wurden die letzten zehn Grundstücke auf dem Hopfenberg erschlossen.

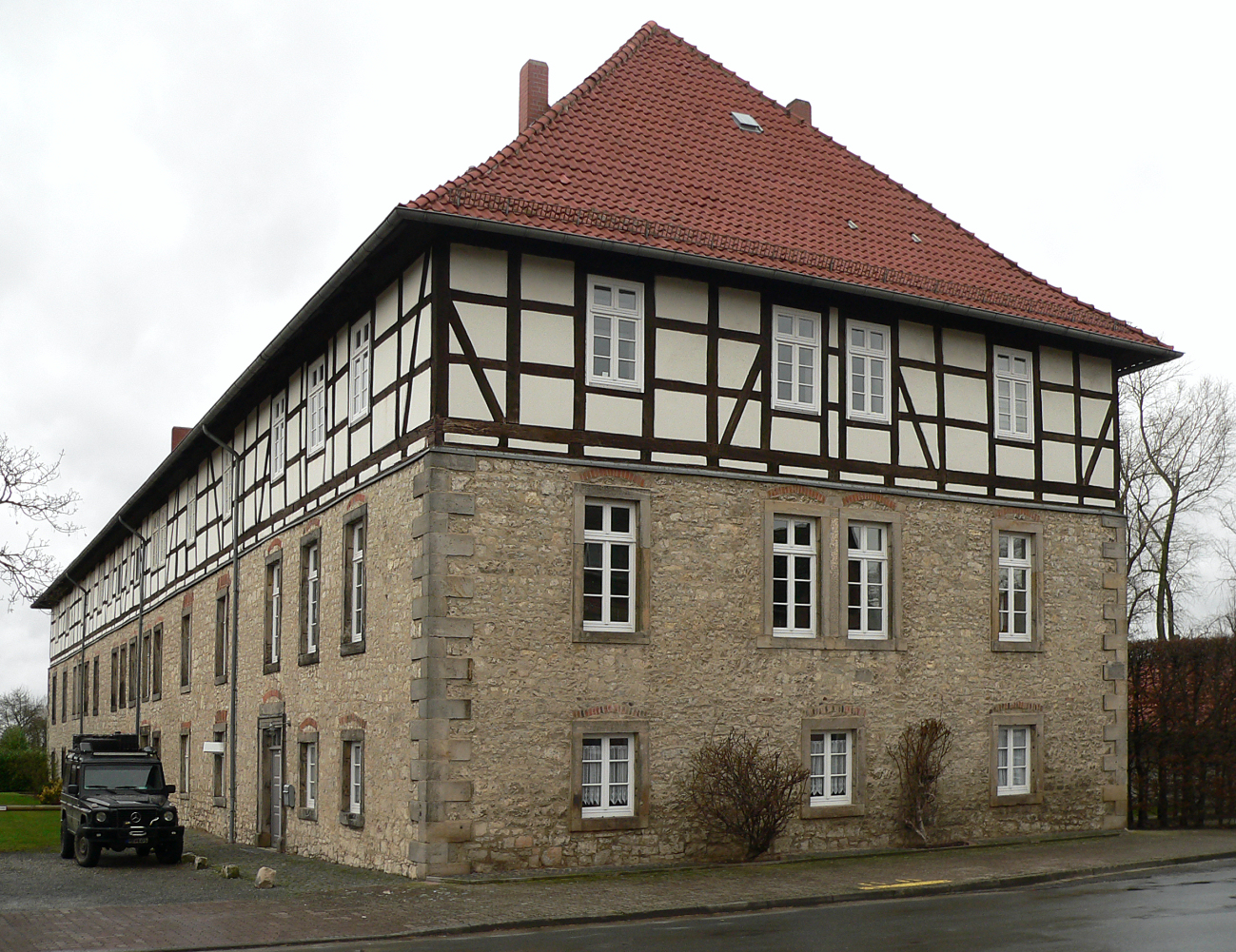
Das Brauhaus Ruthe, ältestes Haus in Ruthe
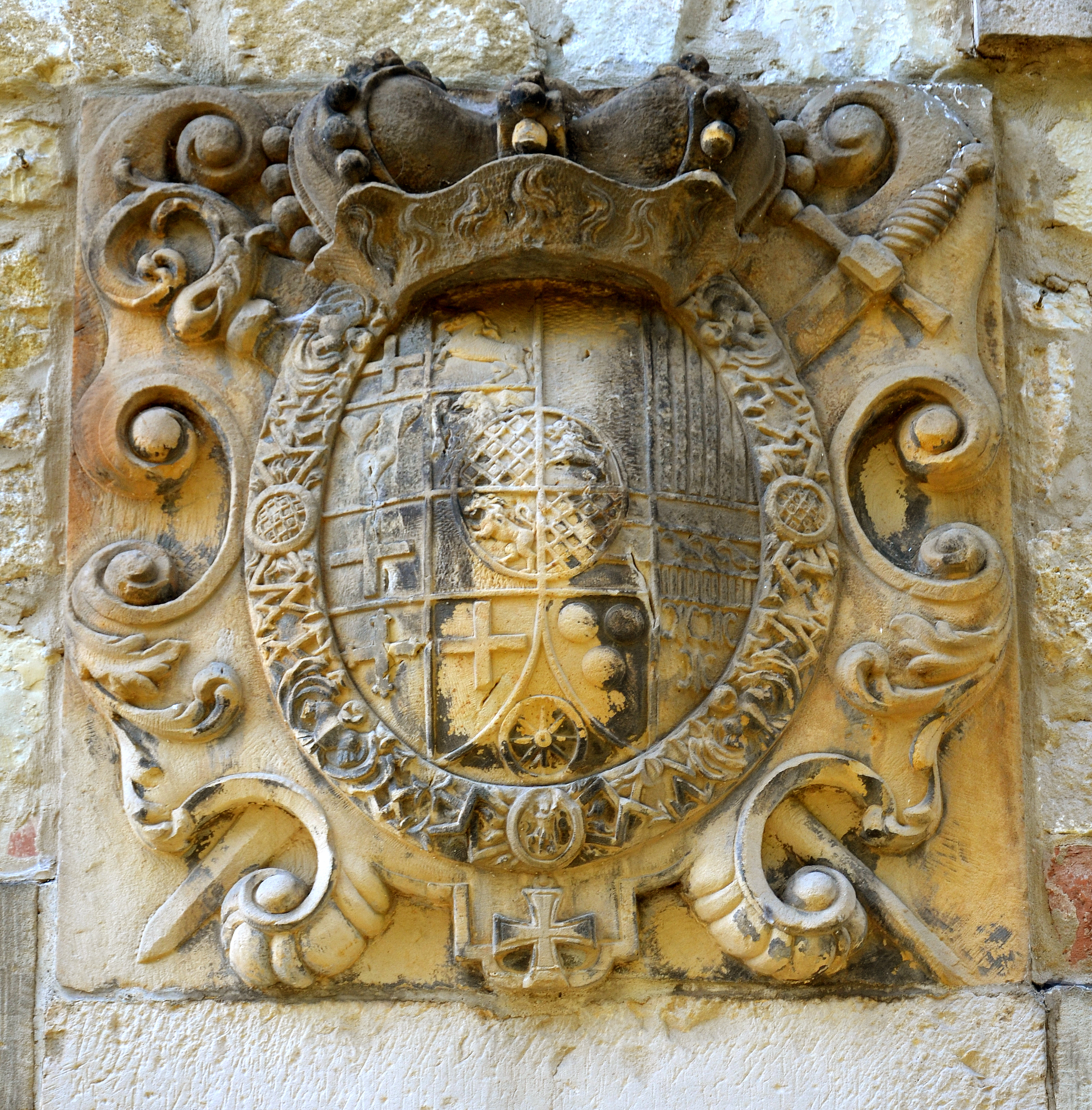
Schlosswappen des Fürstbischofs Clemens August am Brauhaus Ruthe
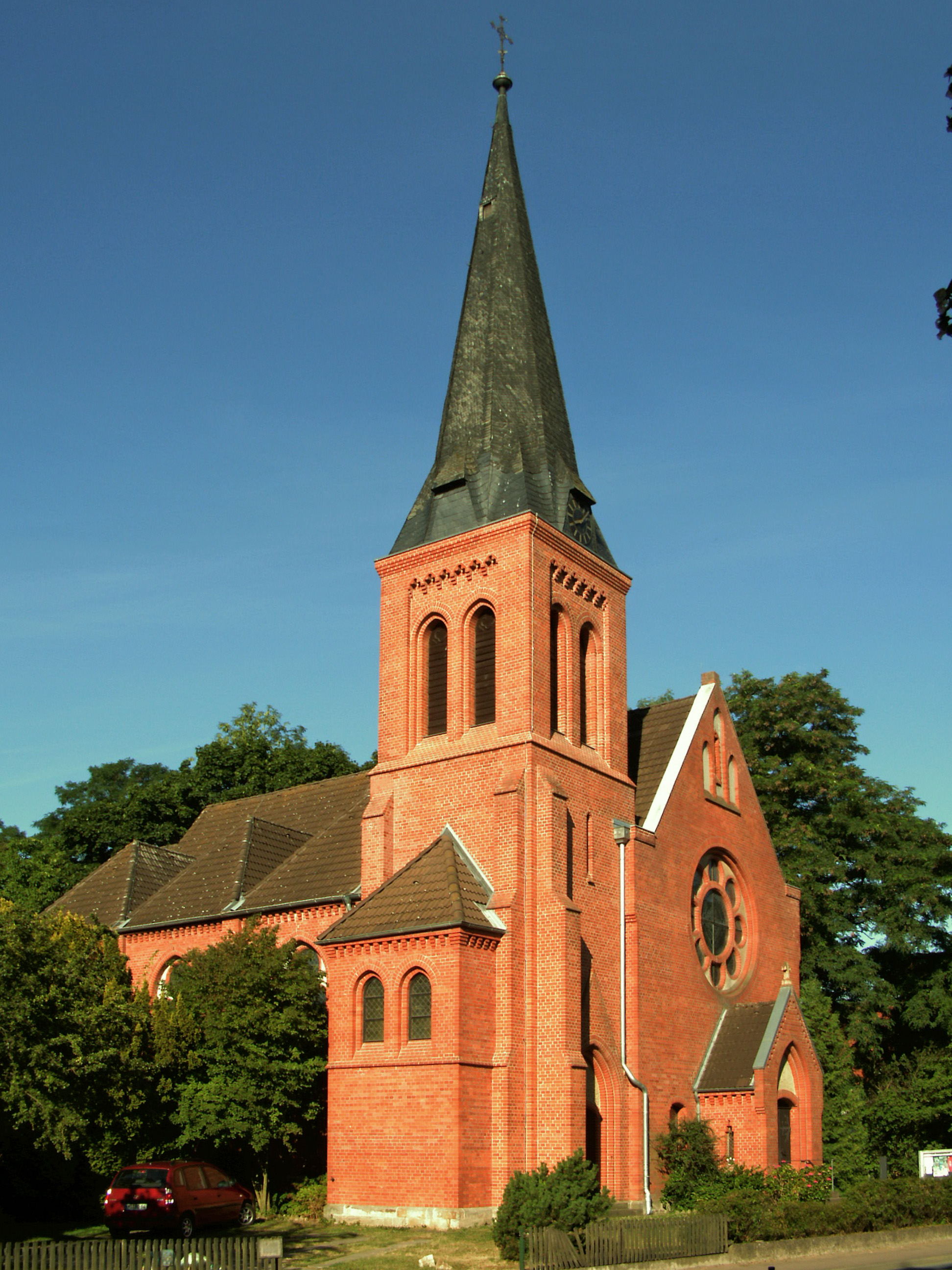
Katholische Kirche Heilige Dreifaltigkeit
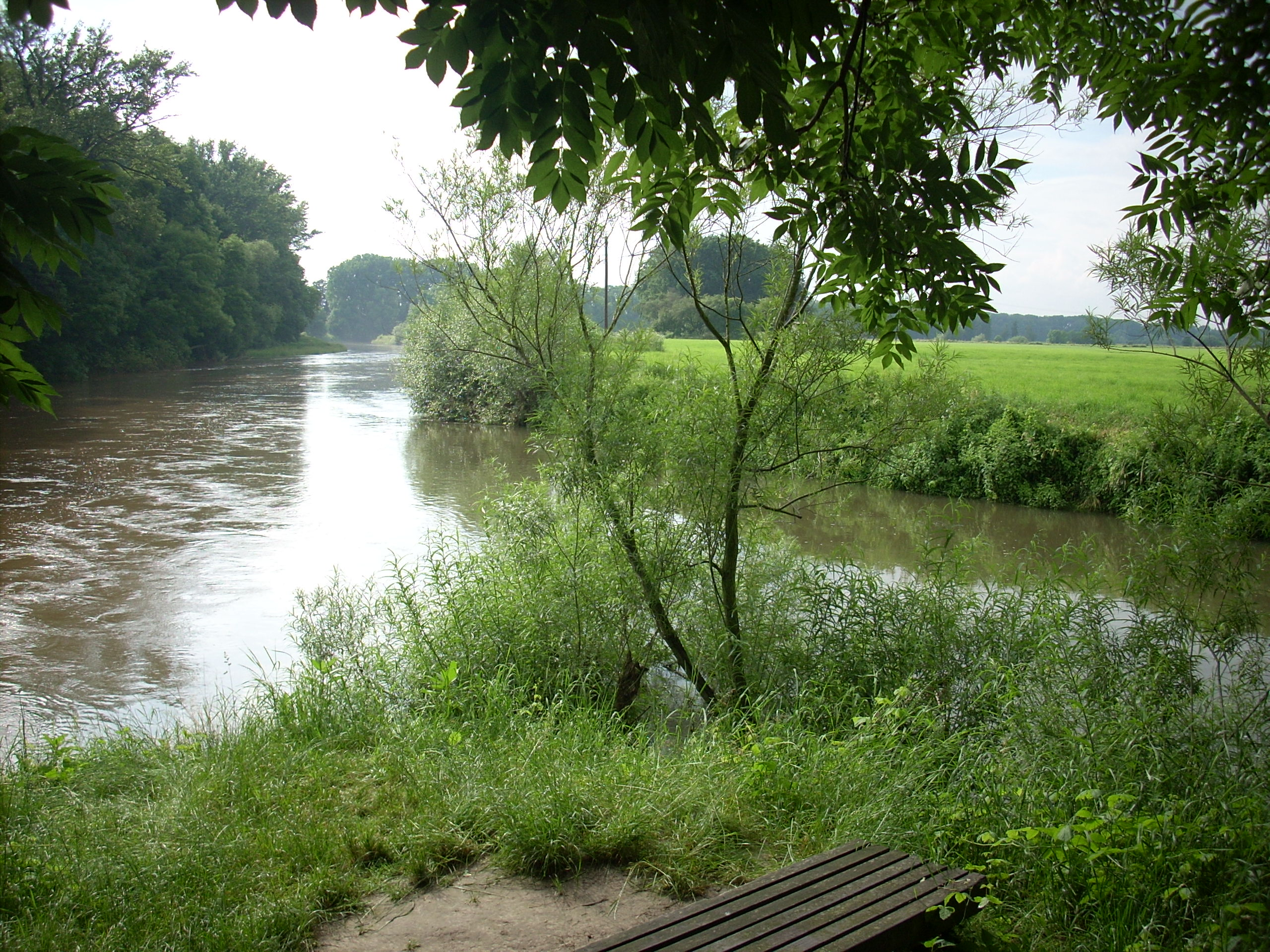
Mündung der Innerste in die Leine in Ruthe

## Einwohnerentwicklung
- 1900 - 289 Einwohner
- 1905 - 362 Einwohner
- 1910 - 300 Einwohner
- 1925 - 338 Einwohner
- 2014 - 332 Einwohner
- 2021 - 323 Einwohner

## Religion
Die katholische Kirche Heilige Dreifaltigkeit wurde 1896/97 erbaut, seit 2010 gehört sie zur Pfarrgemeinde Heilig Geist in Sarstedt. In Ruthe befindet sich auch ein katholischer Friedhof. Die evangelischen Einwohner von Ruthe gehören zur evangelisch-lutherischen St. Nikolai-Gemeinde Heisede-Ruthe mit Kirche im Nachbarort Heisede.

## Verkehr
Ruthe ist über eine Buslinie an den Bahnhof Sarstedt angebunden.

## Politik
Ortsbürgermeister ist Christoph Haferland von der Wählergemeinschaft WiR in Ruthe.
Der Ortsrat setzt sich wie folgt zusammen (Stand September 2021):
- WiR in Ruthe: 5 Sitze bei 66,26 % der Stimmen  (+ 21,66 %)
- SPD: 2 Sitze bei 33,74 % der Stimmen  (−0,36 %)

## Kultur und Sehenswürdigkeiten
- Die katholische Kirche Heilige Dreifaltigkeit aus dem Jahr 1896/97.
- Das Brauhaus Ruthe, 1676 errichtet und somit das älteste Gebäude des Ortes.
- Das Prozessionskreuz steht seit 1750 an der Innerste kurz vor der Innerstemündung.
- Die "Sackpiepe" genannte Einmündung der Innerste in die Leine und ein Ende des Innersteradweges.
- Der Planetenweg Ruthe führt entlang der Innerste von der Brücke Marienburger Straße bis zur Innerstemündung.
- Das Herrenhaus aus dem Jahr 1891 der ehemaligen Domäne. Es wird heutzutage als Gästehaus des Lehr- und Forschungsguts der Stiftung Tierärztliche Hochschule Hannover genutzt.

## Wirtschaft und Infrastruktur

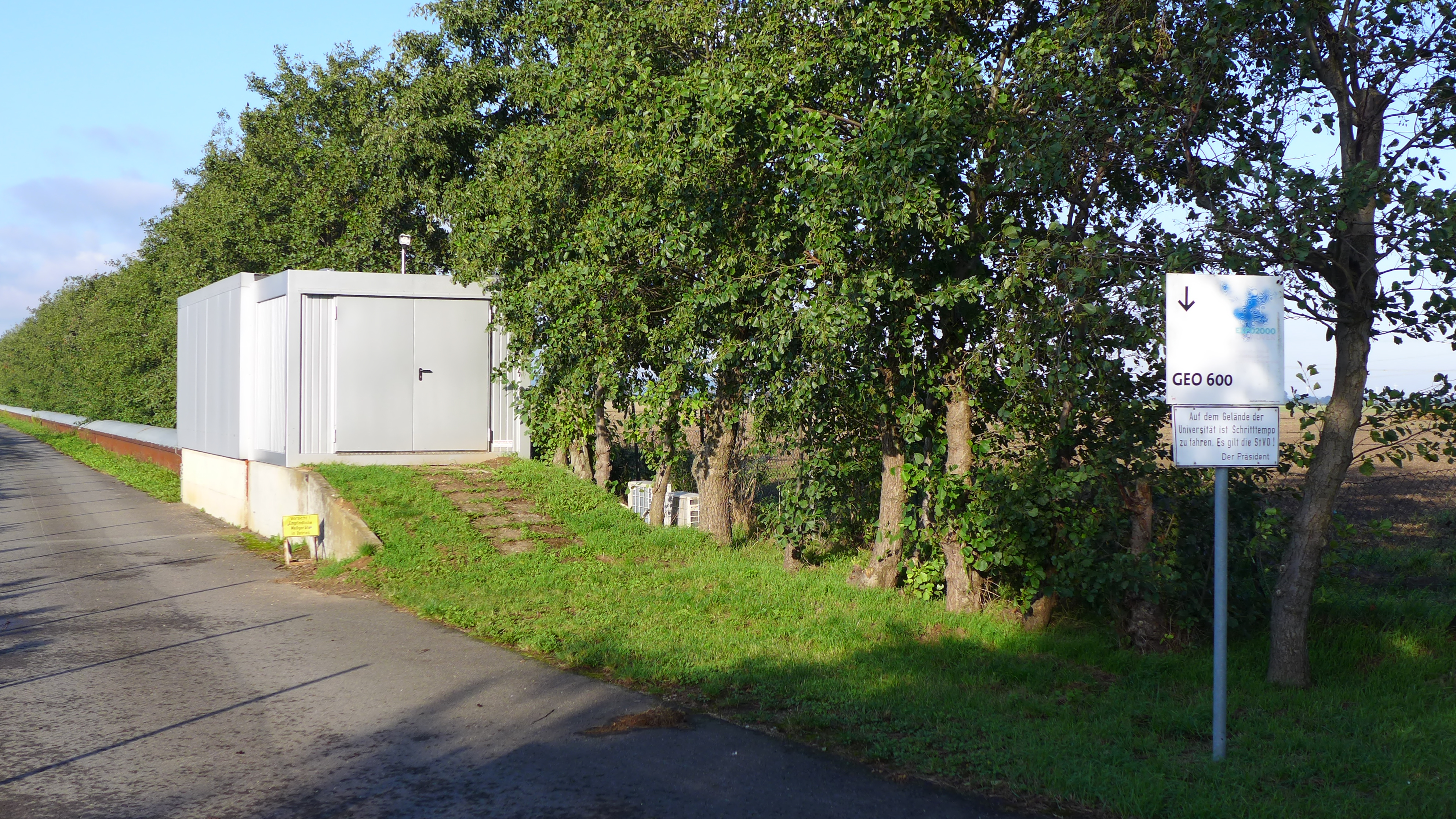
Eingangsbereich zum Forschungsprojekt GEO600 neben Pflanzungen des Instituts für Gartenbauliche Produktionssysteme

In Ruthe befinden sich das Lehr- und Forschungsgut der Stiftung Tierärztliche Hochschule Hannover und ein Versuchsgelände für Obstbau der Naturwissenschaftlichen Fakultät der Leibniz Universität Hannover, auf dem das Forschungsprojekt GEO600 (Gravitationswellenobservatorium) des Max-Planck-Instituts für Gravitationsphysik untergebracht ist.

## Sport
Der Fußballclub Ruthe trägt jährlich den Berthold C. Haferland-Cup aus.